# Зеленоградская улица (Москва)
Зеленогра́дская у́лица — улица в Северном административном округе города Москвы на территории района Ховрино и Головинского района. Проходит от платформы «Моссельмаш» Октябрьской железной дороги до пересечения с улицей Дыбенко, Библиотечным и Прибрежным проездами. Нумерация домов ведётся от платформы «Моссельмаш».

## Происхождение названия
Улица названа в 1966 году в честь своего направления на город-спутник (административный округ) Москвы — Зеленоград.

## Описание
Зеленоградская улица начинается от платформы «Моссельмаш» Ленинградского направления Октябрьской железной дороги на территории Головинского района. Направление улицы — с юго-востока на северо-запад на всём протяжении. Улица входит на территорию Ховринского района в точке пересечения с Фестивальной улицей. Правая (чётная) сторона улицы не имеет примыканий, так как проходит вдоль железнодорожной линии. Примыкания с левой (нечётной) стороны: Солнечногорская улица (напротив д. № 2), Флотская улица (напротив д. № 8-б), Фестивальная улица (между д. № 11 и 13-а), Клинский проезд (между д. № 15 и 17). Заканчивается улица нерегулируемым перекрёстком с круговым движением: прямо идёт Прибрежный проезд, налево — улица Дыбенко, направо — Библиотечный проезд.
На всём своём протяжении Зеленоградская улица имеет две полосы (по одной в каждую сторону) автомобильного движения, за исключением двух небольших участков: за 30 метров до и 30 метров после пересечения с Фестивальной улицей, и от д. № 35 к. 1 до конца — там организовано четырёхполосное (по две в каждую сторону) движение. Пешеходными тротуарами оборудована нечётная сторона — полностью, чётная — частично.
Чётная сторона улицы в основном была застроена гаражными комплексами, полулегальными автомастерскими, пунктами приёма цветного металла и складами (снесены летом 2013 года в связи со строительством северо-восточной рокады). Последняя треть чётной стороны представляла собой частные одноэтажные деревянные постройки (дачи) (см. Галерею), которые также были снесены в декабре 2013 года. На нечётной стороне находится Грачёвский парк (см. Галерею).
Примерно посередине улицы находится платформа «Ховрино» и сопутствующий ей рынок, к лету 2013 года полностью ликвидированный.

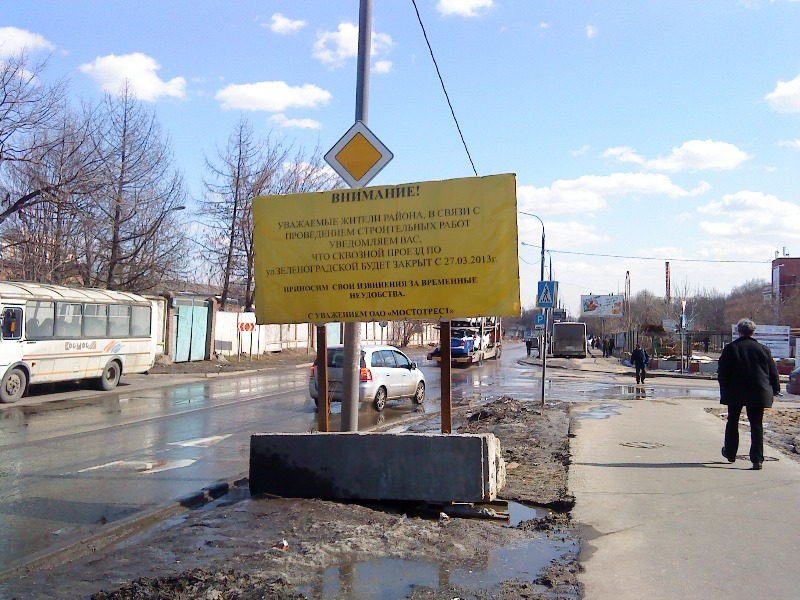
Начало реконструкции, апрель 2013 года
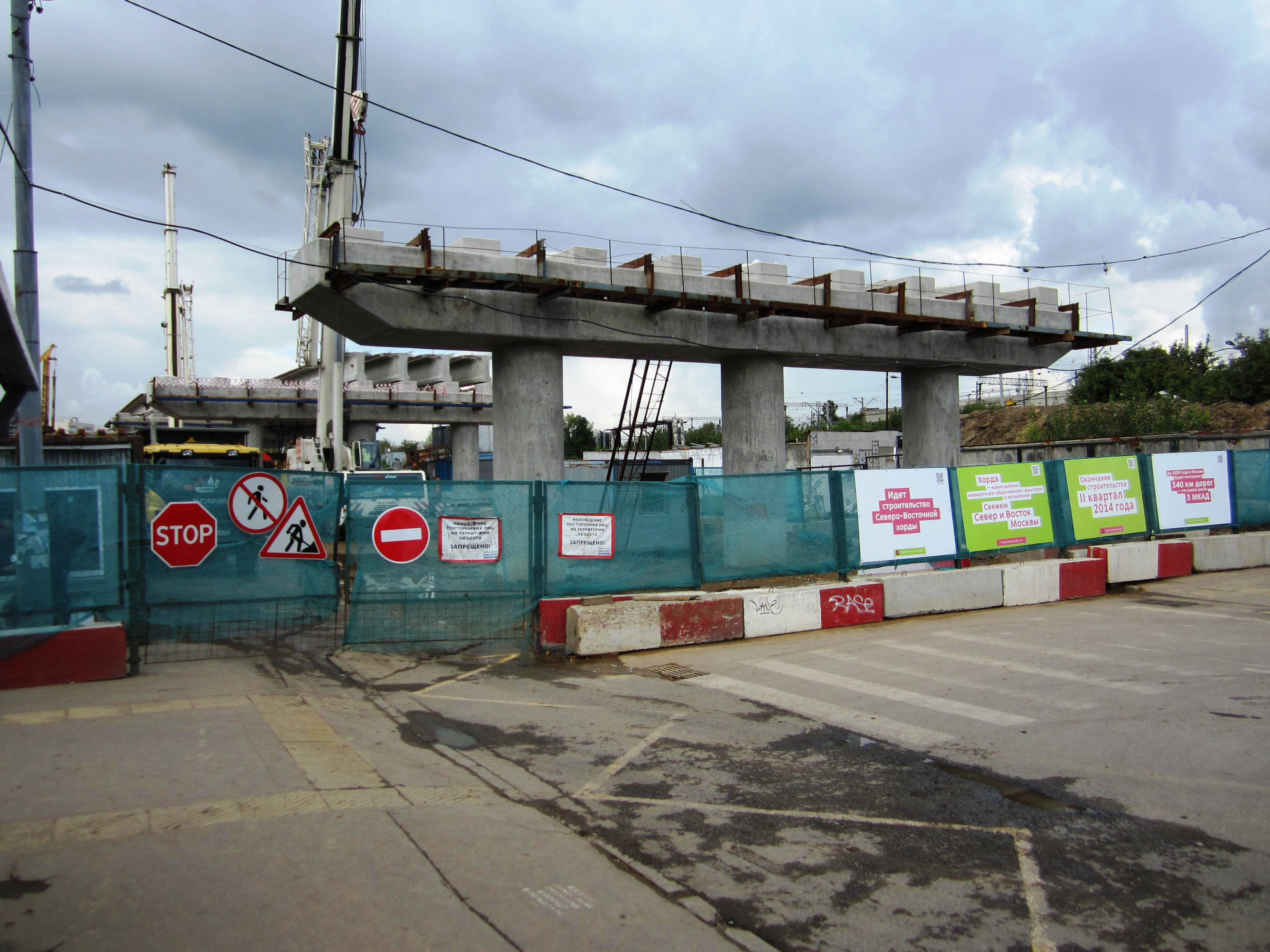
Сентябрь 2013 года
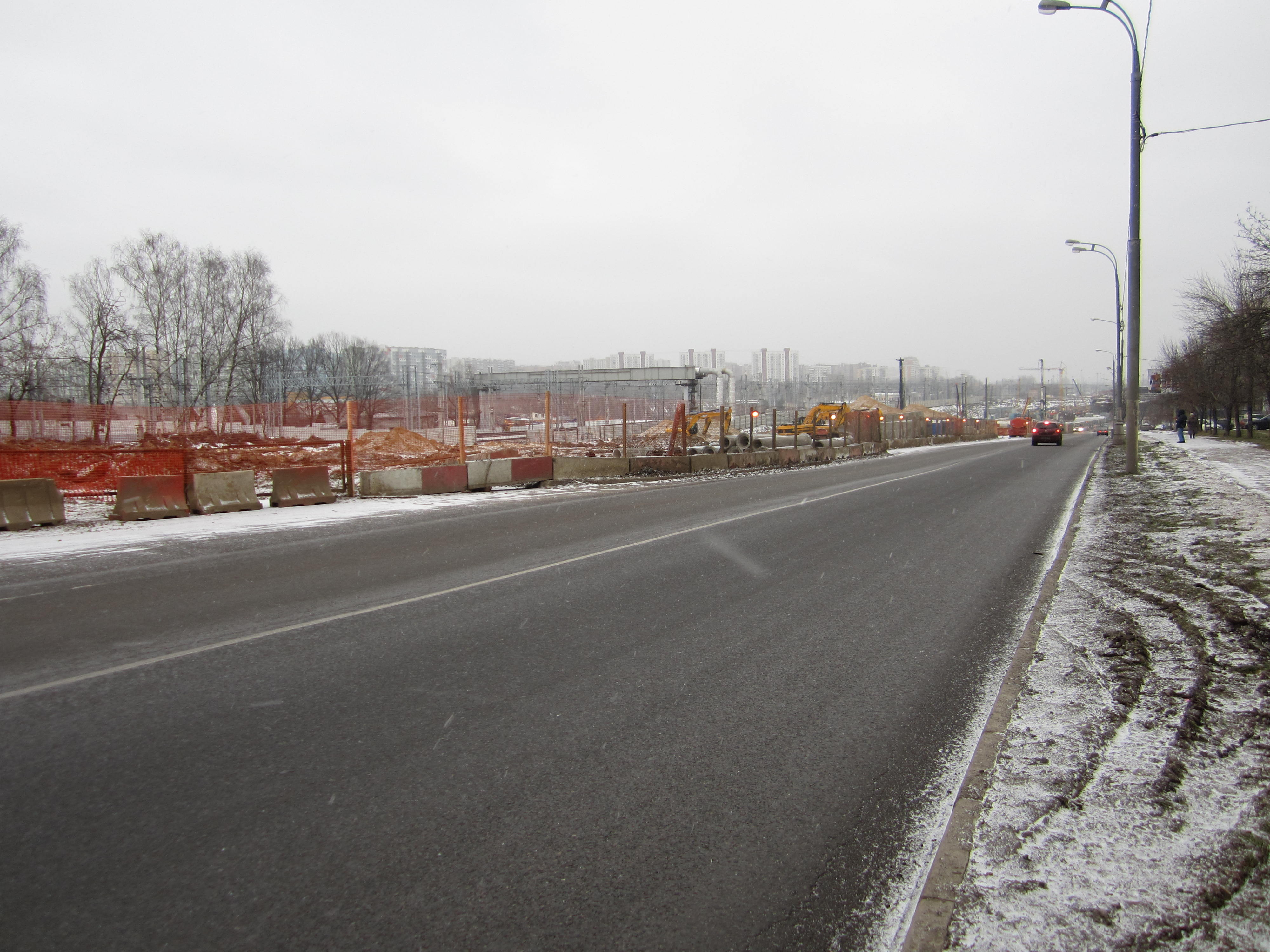
Январь 2014 года
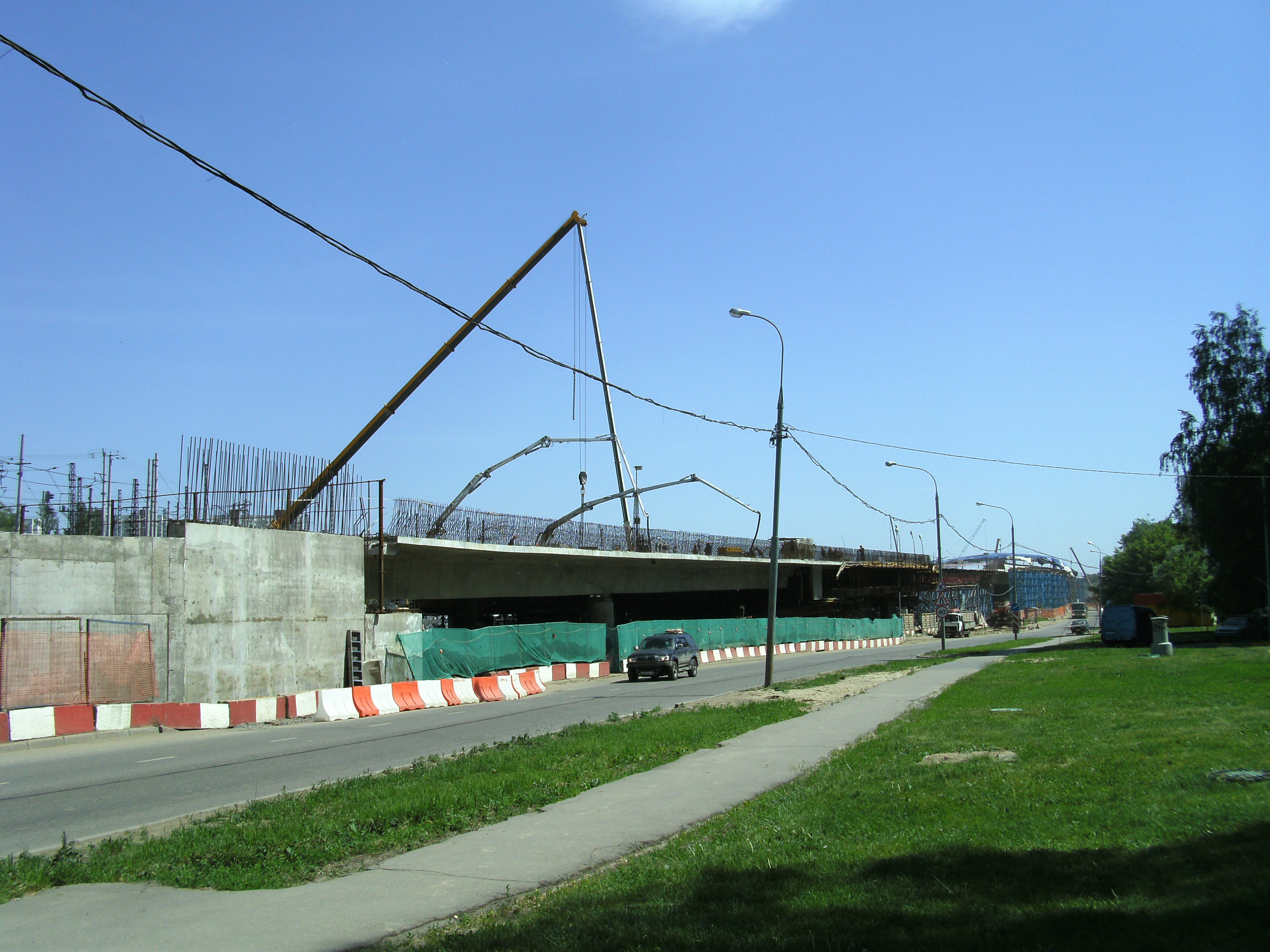
Июнь 2014 года
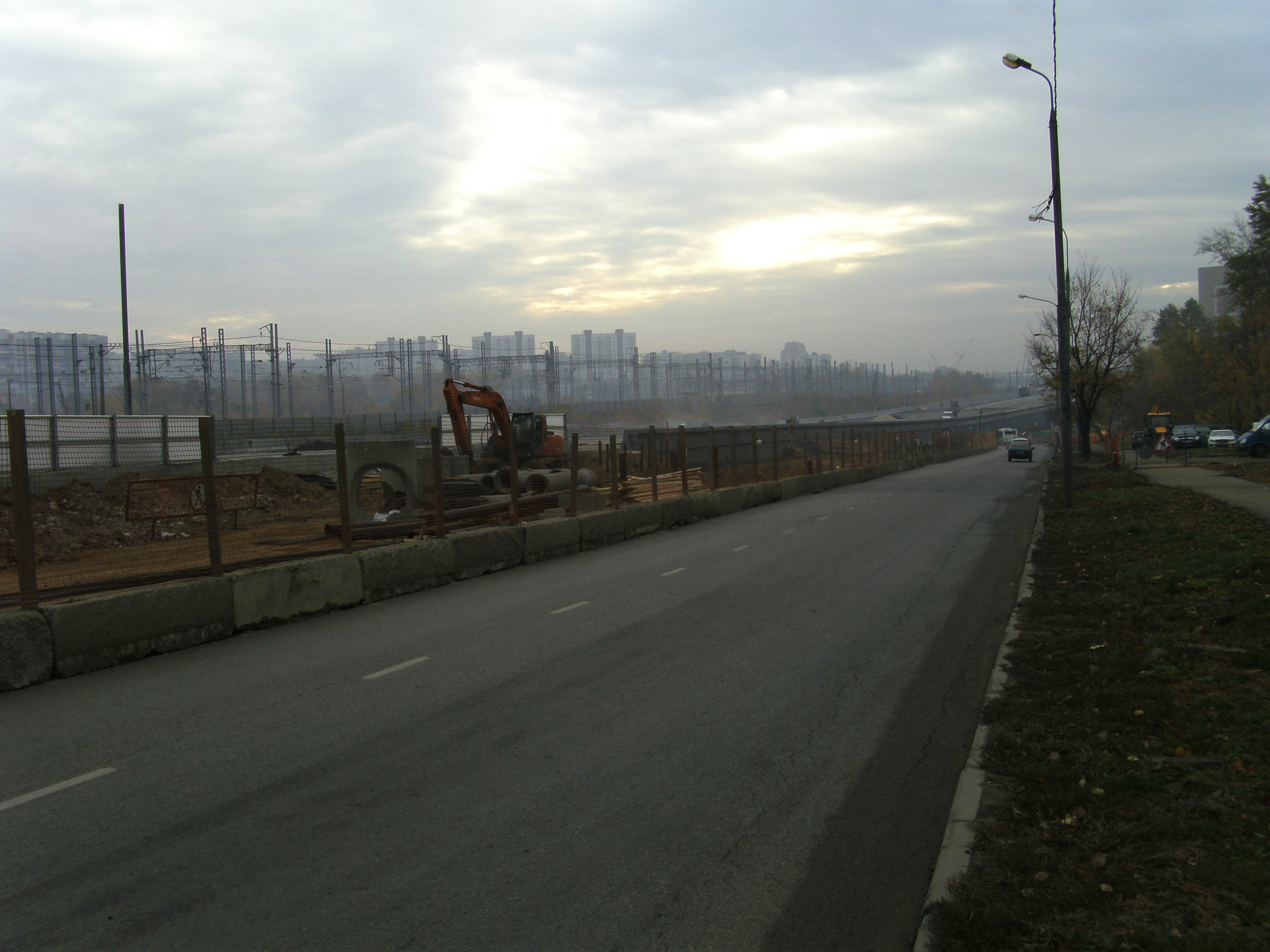
Октябрь 2014 года

## Здания и сооружения

### Чётная сторона
- № 2 — ОАО «РЖД» — филиал «Центральная дирекция по ремонту грузовых вагонов. Октябрьская дирекция по ремонту грузовых вагонов. Вагонное ремонтное депо „Ховрино“»

### Нечётная сторона
- № 9 — ГОУ Кадетская школа № 1702. Петровский кадетский корпус
- № 11 — ГОУ СПО Колледж архитектуры и строительства (бывш. ПТУ № 163)
- Грачёвский парк с загородным домом М. С. Грачёва
- № 17-а стр. 1 — электроподстанция
- № 25-а стр. 1 — электроподстанция
- № 29-а — детский сад № 583 (комбинированного типа)
- № 33 стр. 2 — электроподстанция
- № 35 к. 1 стр. 2 — электроподстанция
- № 35 к. 5 — школа № 1474 (открыта в 2013 году)
- № 37-а — детский сад № 2230
- № 39 к. 1 стр. 2 — электроподстанция

## Транспорт
В 150 метрах от конца улицы расположена станция метро  Ховрино.
На улице расположены железнодорожные станции: платформа «Моссельмаш» — непосредственно у начала улицы, платформа «Грачёвская» — непосредственно у середины улицы, станция «Ховрино» — в 50 метрах от середины улицы.
По улице проходят автобусные маршруты:
- «65»: метро Водный Стадион —  Ховрино — Левобережная улица[уточнить]
- «188»:  Речной вокзал —  Грачёвская[уточнить]
- «745»:  Речной вокзал —  Грачёвская[уточнить]
- «т58»  Грачёвская[уточнить] — Клинский проезд[уточнить]

## Галерея

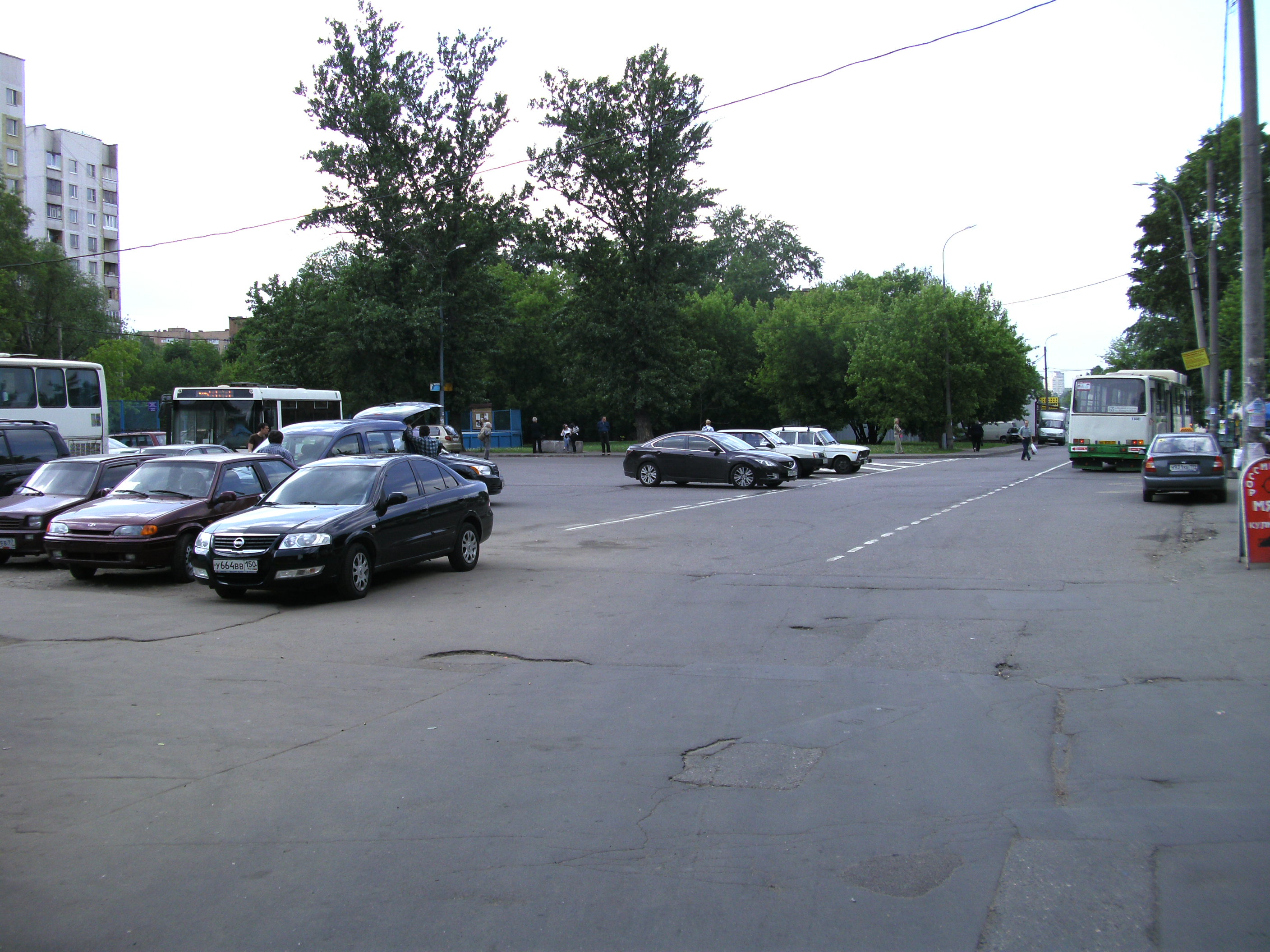
Начало улицы: автобусный круг (конечная) у платформы «Моссельмаш»
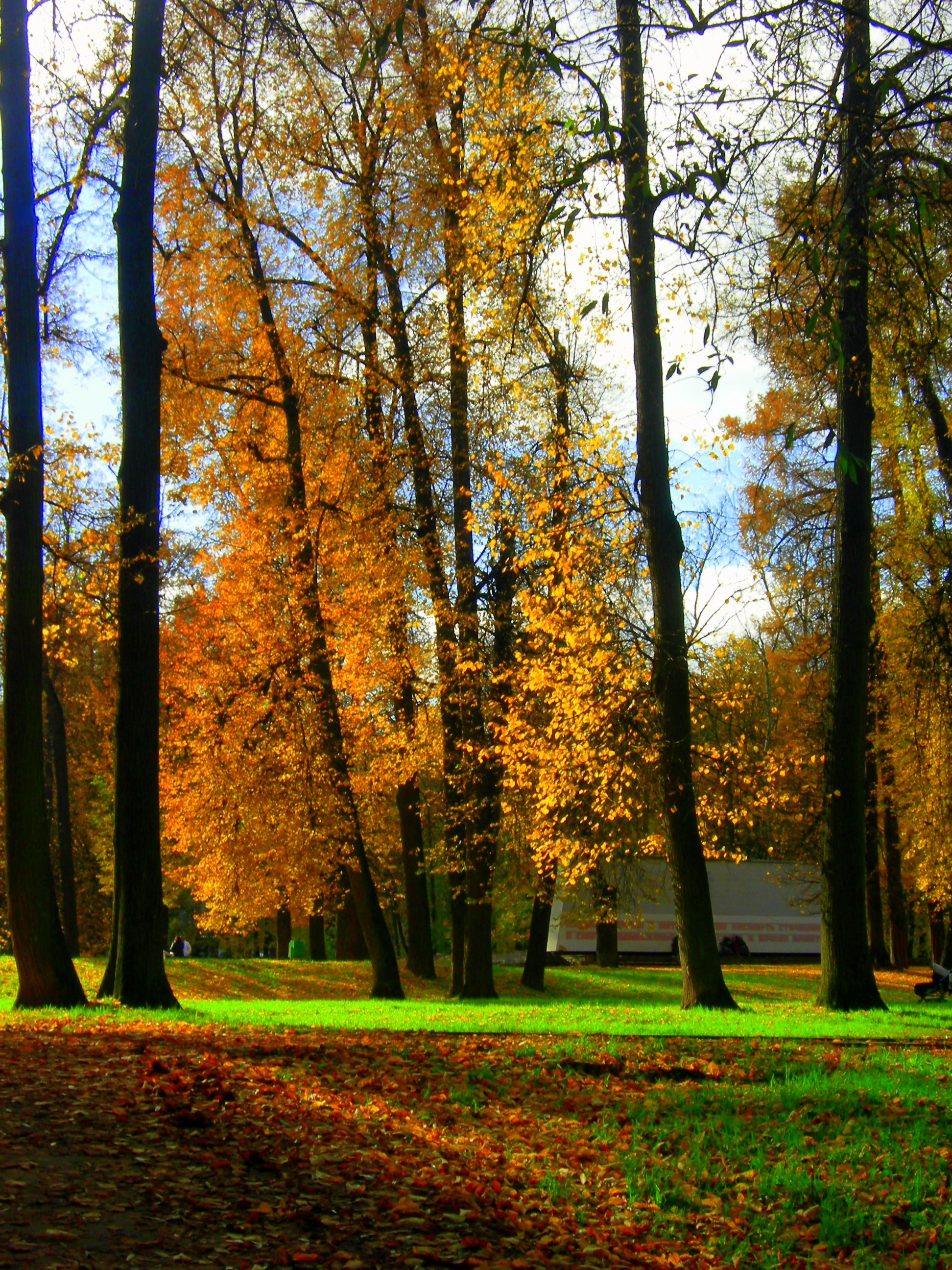
Первая треть нечётной стороны улицы: Грачёвский парк
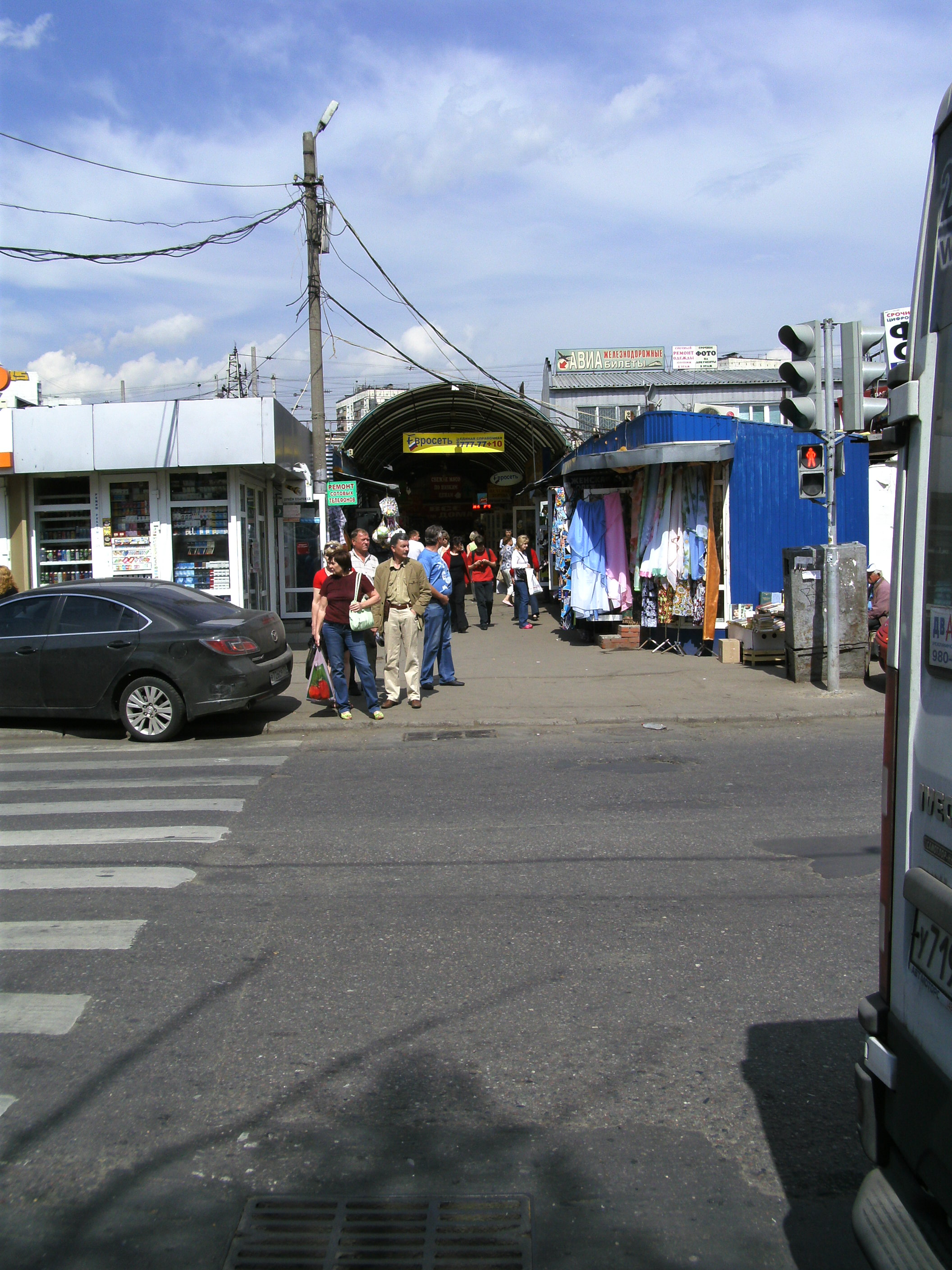
Середина улицы: рынок (ликвидирован к лету 2013 года), проход к платформе «Ховрино»
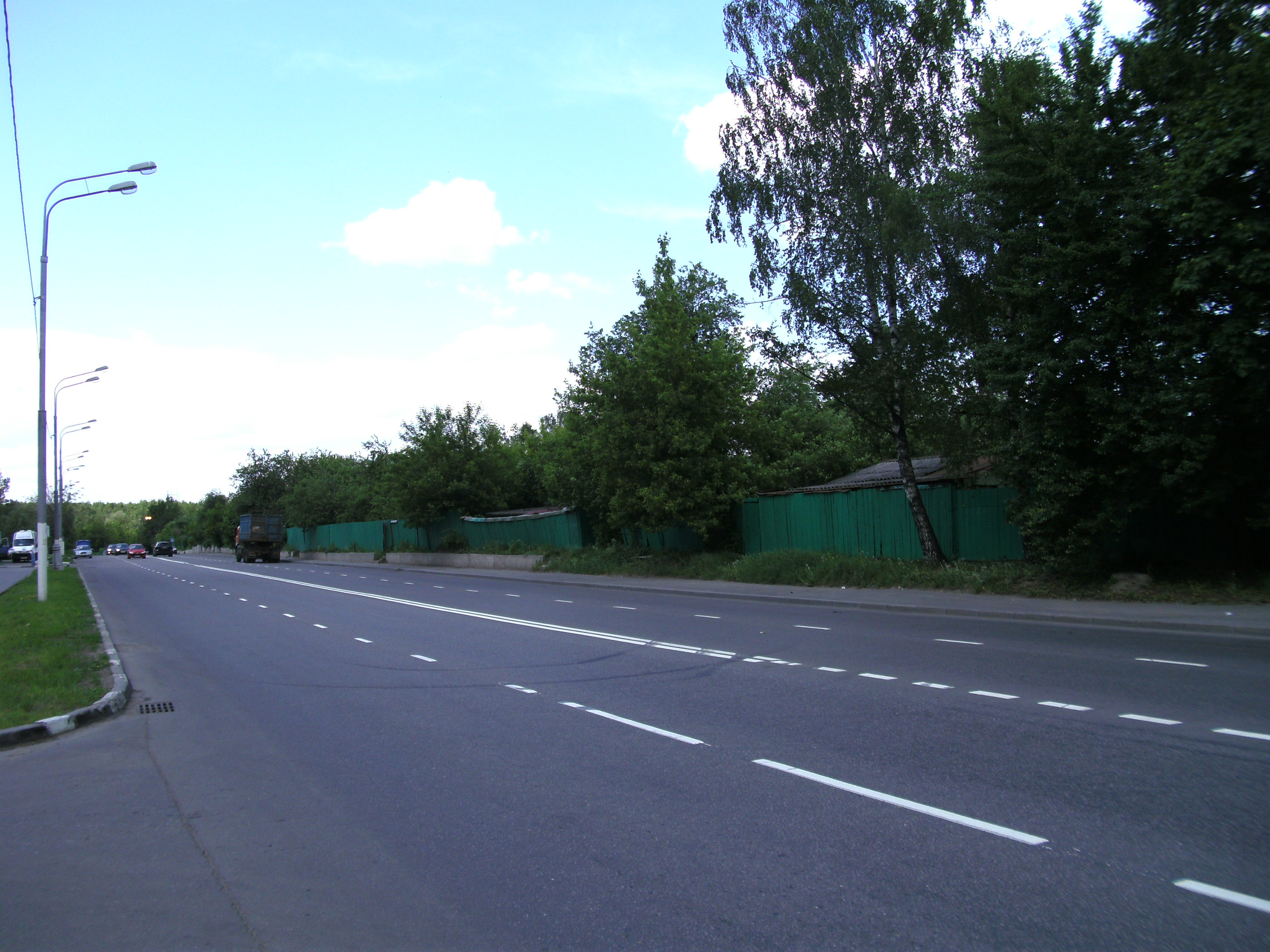
Последняя треть чётной стороны улицы: дачи (снесены в декабре 2013 года)
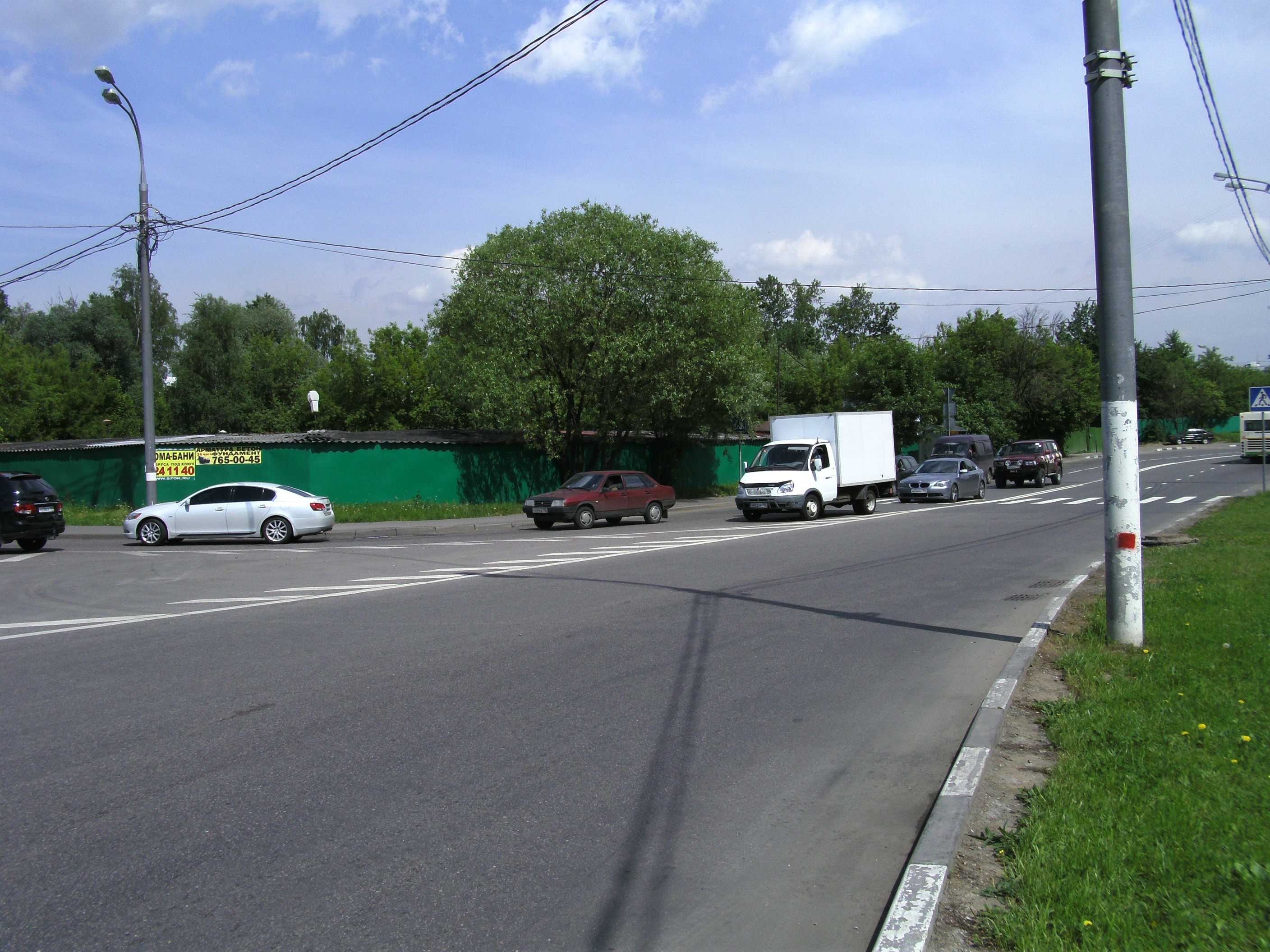
Конец улицы